# サイード・アル=マスリー
サイード・アル=マスリー（アラビア語: سعيد المصري saʿīd al-maṣriyy, 英語: Saeed al-Masri, 1955年12月17日 – 2010年5月21日）は、アルカーイダの元幹部。死亡時にはナンバー3として目されていた。アル＝マスリー（المصري, al-Masri）は「エジプト人」という意味のニスバで、本名は、ムスタファ・アフマド・ムハンマド・ウスマーン・アブー・アル＝ヤズィード（مصطفى أحمد محمد عثمان أبو اليزيد, Mustafa Ahmed Muhammad Uthman Abu al-Yazid）。日本では、ムスタファ・アブ・ヤジドの名で報道される機会が多かった。

## 経歴
- 1955年、エジプトに生まれる。
- 2002年に発生したアメリカ同時多発テロ事件直前には、アルカーイダの財務担当者であり、実行犯に資金を送っていた[1]。
- 2007年7月、ベーナズィール・ブットー元パキスタン首相暗殺（英語版）に関与したと表明[2]。
- 2008年6月2日、在パキスタンのデンマーク大使館前爆発事件に関与[3]。
- 2009年、アルジャジーラのインタビューに応じ、（パキスタンでの活動が成功した際には）パキスタンの核兵器をアメリカに対して使用すると発言。
- 2010年5月下旬、パキスタン北西部部族地域で活動中、アメリカの無人航空機による攻撃で死亡。妻子も同時に死亡したと伝えられる[1]。